# Liste der Monuments historiques in Sammeron
Die Liste der Monuments historiques in Sammeron führt die Monuments historiques in der französischen Gemeinde Sammeron auf.

## Liste der Objekte
| Bezeichnung                                 | Beschreibung | Standort                                                           | Kennzeichnung | Schutzstatus | Datum      | Bild |
| ------------------------------------------- | --- | ------------------------------------------------------------------ | ------------- | ------------ | ---------- | ---- |
| Fragment einer Skulptur des heiligen Martin | Stein, 16. Jahrhundert | in der Kirche St-Martin (Lage)                                     | PM77002357    | Inscrit      | 1977       |      |
| Gemälde Barmherzigkeit des heiligen Martin  | Ölgemälde vom Ende des 18. Jahrhunderts von Anton van Dyck | in der Kirche St-Martin, am Hochaltar (Lage)                       | PM77003880    | Inscrit      | 1980-09-10 |      |
| Tabernakel                                  | Tabernakel aus dem 18. Jahrhundert mit vergoldeten Elementen | in der Kirche St-Martin, im südlichen Seitenschiff (Lage)          | PM77002405    | Inscrit      | 1977-02-07 |      |
| Statue Christus am Kreuz                    | Holzstatue aus dem 18. Jahrhundert | in der Kirche St-Martin, über dem Hochaltar (Lage)                 | PM77003980    | Inscrit      | 1981-04-07 |      |
| Gemälde des Augustinus von Hippo            | Ölgemälde des 18. Jahrhunderts | in der Kirche St-Martin, an der Nordwand des Kirchenschiffs (Lage) | PM77003882    | Inscrit      | 1980-09-10 |      |
| Statue Christus am Kreuz                    | Steinstatue vom Ende des 17. Jahrhunderts aus der Kirche in Aisne die während des Ersten Weltkrieges zerstört wurde.                                                 | in der Kirche St-Martin, am zweiten Südpfeiler angebracht (Lage)   | PM77003881    | Inscrit      | 1980-09-10 |      |
| Statue Madonna mit Kind                     | Steinstatue vom Ende des 17. Jahrhunderts mit geringen Resten einer ehemaligen Vergoldung.                                                                           | in einer Nische der Kirche St-Martin (Lage)                        | PM77002406    | Inscrit      | 1977-02-07 |      |
| Statue einer Jungfrau der Trauer            | Holzstatue vom Ende des 16. Jahrhunderts, einzelner Teil einer Figurengruppe.                                                                                        | im Eingangsbereich am Südpfeiler in der Kirche St-Martin (Lage)    | PM77003981    | Inscrit      | 1981-04-07 |      |
| Holzvertäfelung im Chor und Seitenschiff    | Wandverkleidung und Holzleisten mit Vergoldung im Chor und der Seitenkapelle an den quadratischen Pfeilern, die das Kirchenschiff vom Seitenschiff trennen, um 1850. | in der Kirche St-Martin (Lage)                                     | PM77004929    | Inscrit      | 2009-12-16 |      |